# Marder III
Marder III (tyska: mård) var en serie tyska pansarvärnskanonvagnar under andra världskriget baserade på chassit från den tjeckoslovakiska Panzer 38(t). Beväpningen bestod av en konverterad sovjetisk fältkanon 7,62 cm PaK 36(r) eller senare en tysk 7,5 cm PaK 40. Kanonen monterades i ett öppen stridsutrymmen ovanpå chassiet, detta gav ett högst begränsat skydd för besättningen. De var i produktion från 1942 till 1944, och tjänstgjorde på alla fronter fram till slutet av kriget, tillsammans med den liknande Marder II.

## Bakgrund
Efter problemen med att effektiv bekämpa modernare sovjetiska stridsvagnar under inledningen av Operation Barbarossa så sökte Wehrmacht efter interimslösningar för pansarvärnskanonvagnar med kraftfullare kanoner. Lösningen blev Marder-serien som beväpnades med en konverterad sovjetisk fältkanon 7,62 cm PaK 36(r) eller senare en tysk 7,5 cm PaK 40 och producerades på chassin som redan fanns i lager eller som skulle tas ur produktion som stridsvagnar. Marder I baserades på erövrade franska chassin från Tracteur Blinde 37L (Lorraine). Marder II baserades på den föråldrade tyska stridsvagnen Panzerkampfwagen II. Slutligen Marder III som baserades på den tjeckoslovakiska Panzer 38(t). Alla vagnar i Marder-serien kännetecknades av öppna stridsutrymmen med begränsat pansarskydd för besättningen jämför senare tyska pansarvärnskanonvagnar.

## Utveckling

### MarderIII, Sd.Kfz. 139

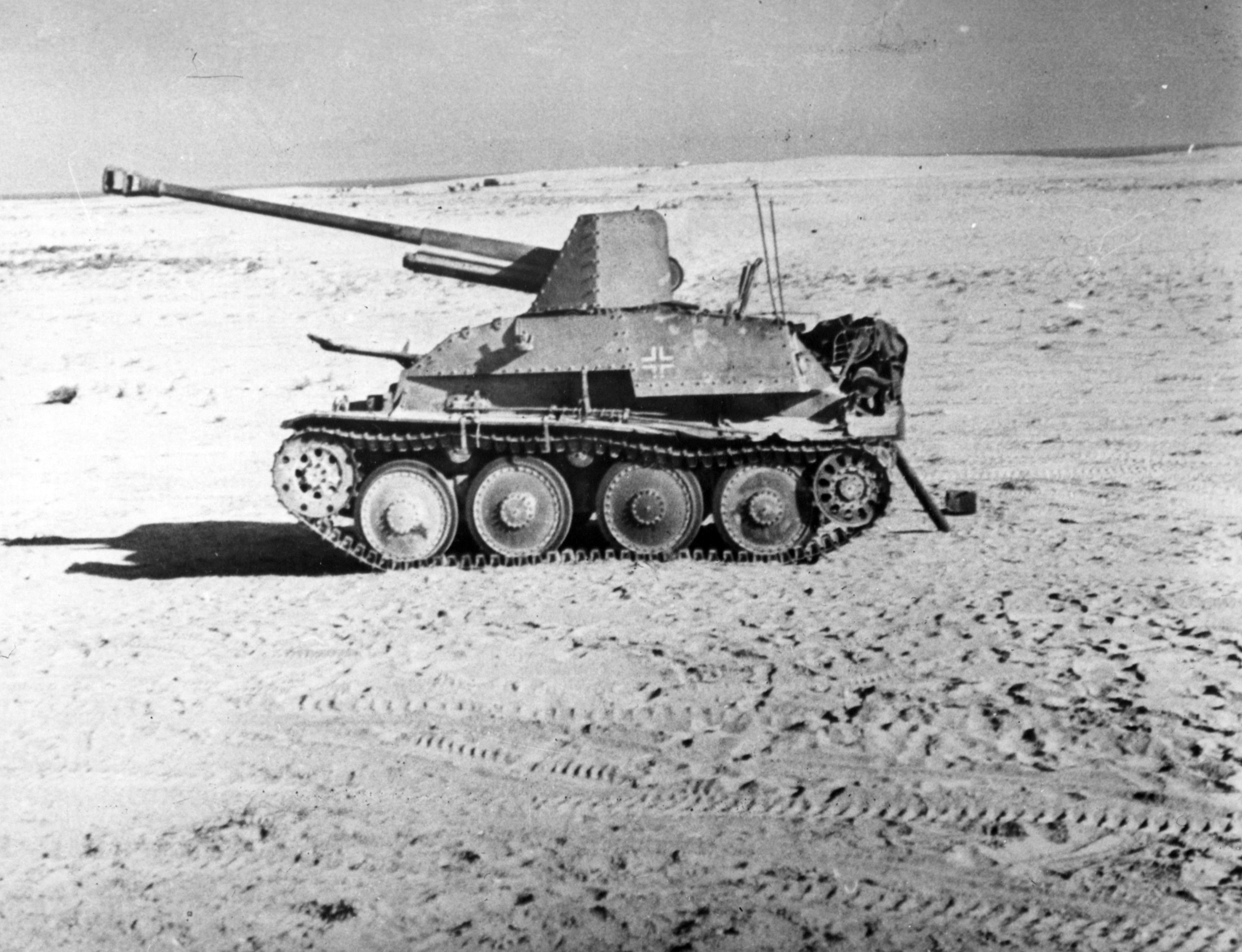
Marder III, Sd.Kfz. 139 i Nordafrika

I december 1941 byggdes en första prototyp på chassiet av en Panzer 38(t) Ausf G där man byggde upp en enkelt stridsutrymme ovanpå det befintliga chassiet. Beväpningen utgjordes av en 7,62 cm PaK 36(r) som var en sovjetisk fältkanon 76,2 mm F-22 modell 1936 som konverterats genom att förses med ett slutstycke med större kammare som tillät en patron med större drivladdning för ökad mynningshastighet. Totalt nytillverkades 344 stycken från april 1942 till oktober 1942, 19 stycken byggdes om från Panzer 38(t) under 1943. Även om huvuddelen av vagnarna kom att användas på östfronten så skickades 66 stycken till Nordafrika för användning i Deutsches Afrikakorps, dessa anlände mellan juli och november 1942.

### MarderIII Ausf. H,Sd.Kfz. 138

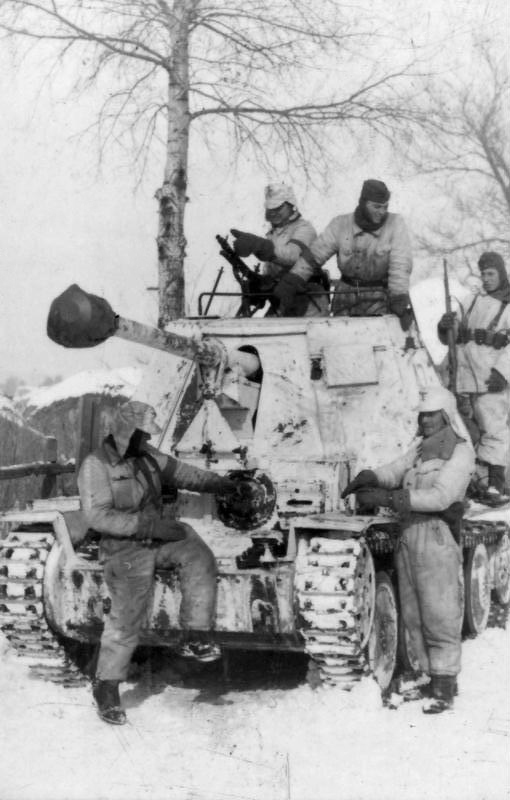
Tredje slaget vid Charkov, februari 1943. Män från 1 pansarregementet ur SS-Panzergrenadier-Division Leibstandarte-SS Adolf Hitler med en Marder III Ausf. H, Sd.Kfz. 138 pansarvärnskanonvagn och infanteri i snökamouflage.

I maj 1942 började man diskutera att fortsätta produktionen av Marder III men med den tyska standar pansarvärnskanonen 7,5 cm PaK 40, en första prototyp var färdig i juni 1942. Chassiet man använde till denna model var från Panzer 38(t) Ausf H som hade en något starkare motor. Genom att ta bort delar av sidoplåtarna från chassiet kunde den öppna överdelen byggas något lägre och med mer skydd för besättningen. Totalt nytillverkades 242 stycken från november 1942 till april 1943, 175 stycken byggdes om från Panzer 38(t) under 1943.

### MarderIII Ausf. M,Sd.Kfz. 138
I juli 1942 beordrade Hitler att all produktion av Panzer 38(t) skulle ställas om till fordon för olika former av självgående artilleri, pansarvärnskanonvagnar, infanterikanonvagnar och luftvärnskanonvagnar. Som en följd av detta utvecklade man ett nytt förenklat chassi som skulle gå snabbare att tillverka än det ursprungliga stridsvagnschassit. Det nya chassiet hade motor i mitten av chassiet och stridsutrymmet i den bakre delen av chassiet, pansarskyddet reducerades också till en maximal tjocklek på 20 mm. Tanken var att BMM skulle kunna tillverka 150 vagnar i månaden med det nya chassiet jämfört med 60 i månaden med de gamla chassierna. Efter 1943 byttes den gjutna huven över föraren ut mot en enklare svetsad huv.
Totalt nytillverkades 975 stycken från april 1943 till maj 1944. Den ersattes i produktion av Jagdpanzer 38(t) Hetzer, men 350 stycken fanns i inventarielistorna i februari 1945.

## Bevarade exemplar
- Musée des Blindés (Frankrike)